# Episodi de L'undicesima ora (seconda stagione)
La seconda stagione della serie televisiva L'undicesima ora è stata trasmessa in Canada dal 15 febbraio al 30 maggio 2004 su CTV.
| nº | Titolo originale        | Titolo italiano | Prima TV USA | Prima TV Italia |
| -- | ----------------------- | --------------- | ------------ | --------------- |
| 1  | Cowboy                  |                 |              |                 |
| 2  | Stormy Petrel           |                 |              |                 |
| 3  | Hard Seven              |                 |              |                 |
| 4  | Swimmers                |                 |              |                 |
| 5  | Wonderland              |                 |              |                 |
| 6  | Gone Baby Gone          |                 |              |                 |
| 7  | Nadir                   |                 |              |                 |
| 8  | Rather Be Wrong         |                 |              |                 |
| 9  | Georgia                 |                 |              |                 |
| 10 | I'll Build Me an Island |                 |              |                 |
| 11 | Strange Bedfellows      |                 |              |                 |
| 12 | The Revenge Specialist  |                 |              |                 |
| 13 | The Missionary Position |                 |              |                 |